# Joaquín Pascual Teresa
Joaquín Pascual Teresa (Caudete, Albacete, 1915-Salamanca, 1998) fue un científico español.

## Biografía
Estudió bachillerato en el instituto de enseñanza media de Valencia y se licenció en ciencias químicas (1936) en la Universidad de Valencia. Fue profesor de Instituto, al terminar la guerra pasó a la Universidad y, desde 1942, ejerció como profesor encargado de cátedra.
Se doctoró en 1943 en la Universidad Central de Madrid, y desde 1941 perteneció al Consejo Superior de Investigaciones Científicas (CSIC). Entre 1946 y 1948 viajó a la Eudgenósischen Technisches Hochshule de Zürich, becado por el Instituto «Alonso Barba» del CSIC. A su regreso opositó a cátedra y obtuvo, en 1949, la de Química Orgánica y Bioquímica de la Facultad de Ciencias de la Universidad de Salamanca, donde se mantuvo hasta su jubilación, en 1985. 
Desde su cátedra destacó enseguida por el estudio de la química de los productos naturales, especialmente de los procedentes de la flora de la región donde trabajaba con las pertenecientes, entre otras, a las familias de las Compuestas, Cistáceas, Cupresáceas, Umbelíferas, Escrofulariáceas, Labiadas, etc.
Dirigió 66 tesis doctorales y publicó cerca de 200 artículos en revistas nacionales e internacionales.
Perteneció a las sociedades científicas Real Sociedad de Física y Química, Gesellschaft für Arzneipflanzenforschung, Schweizerische Chemische Gesellschaft y Société Chimique des Pays-Bas. 

## Distinciones
- Encomienda con Placa de la Orden de Alfonso X el Sabio con distintivo blanco (1972),
- Medalla de plata de la Universidad de Salamanca (1977),
- Medalla de Química de la Real Sociedad Española de Física y Química (1984)
- Medalla de Oro de la Universidad salmantina (1984)
- Premio Castilla y León de Investigación Científica y Técnica (1984)[2]

## Obras
- Problemas actuales en la química de los compuestos de sulfonio: lección inaugural del curso académico 1954-55.
- Fundamentos de Tecnología Química, 1984, en colaboración con V. Hopp